# Sulzau (Gemeinde Werfen)
Sulzau im Pongauer Salzachtal, Land Salzburg, ist eine Ortschaft und Katastralgemeinde  von Werfen im Bezirk Sankt Johann (Pongau) wie auch ein Ort der Gemeinde.

## Geographie
Sulzau befindet sich etwa 17 km nordöstlich von St. Johann im Pongau und liegt in der Tennecker Talweitung, am Fuß des Hagengebirges.
Die Katastralgemeinde Sulzau umfasst alles Gemeindegebiet links der Salzach und links des Blühnbachs und erstreckt sich mit 5550,07 Hektar vom Pass Lueg nördlich Stegenwald bis in den Talschluss des Blühnbachtals am Alpriedlhorn (2351 m ü. A.) und die bayerische Landesgrenze, und im Hagengebirge bis an den Kragenkopf und Hochwiessattel. Dazu gehören die Orte Tenneck, Sulzerberg oberhalb, Landl nördlich Tenneck, Blühnbach im Blühnbachtal und einige weitere Streulagen. 
Über die Ortschaft Sulzau gibt es widersprüchliche amtliche Angaben: Die Statistik Austria gibt die Ortschaft (Okz. 14070) etwa im Ausmaß der Katastralgemeinde (mit dem Ort Sulzau), das umfasst knapp 250 Gebäude mit etwa 1000 Einwohnern.
Das Landesgeoinformationssystem SAGIS gibt aber für den Ort Tenneck (mit Sulzerberg) eine Ortschaft Wimm, und die Ortschaft Sulzau ohne dieses und der Ortslage Sulzau, das wären knapp 50 Gebäude mit etwa 100 Einwohnern (die zum Zählsprengel Werfen-Umgebung gehörigen Teile der Katastralgemeinde).
Die Ortslage Sulzau selbst liegt im Norden gegen den Pass Lueg zu, 5½ km nördlich Werfen Markt, direkt an der Salzachbrücke der B 159 Salzachtal Straße (bei km 31,5), auf der anderen (rechten) Salzachseite. Dadurch gehört sie schon zur Katastralgemeinde Wimm, Ortschaftzugehörigkeit Sulzau (nach OVZ) oder Scharten (nach SAGIS).
|                                                                        | Torren (O u. KG, Gem. Golling a.d.S., Bez. Hallein /Tennengau) | Obergäu (O u. KG, Gem. Golling a.d.S., Bez. Hallein /Tennengau) |
| Forst Königssee (Gmrk., Gem. Schönau a.Ks., Lkr. BGL, BY, DE)          | Kompassrose, die auf Nachbargemeinden zeigt                    | Wimm (O, (?) KG)                                                |
| Hinterthal (O u. KG, Gem. Maria Alm a.S.M., Bez. Zell am See/ Pinzgau) | Reitsam (O u. KG)                                              | Tenneck (?) Scharten (O, (?) KG)                                |

(?) Zuordnung unklar
Zum Ort Sulzau liegen nördlich Stegenwald, und südlich Landl und Blientau (Wimm)

## Geschichte
Sulzau bezeichnete ursprünglich die Hanglagen über dem heutigen Tenneck, jetzt Obersulzau genannt. Der Name steht zu Sulz, Sülze ‚gallertartig morastiger Boden‘, Hangvernässungen und Feuchtwiesen finden sich dort bis heute. In dieser Sulzau wurde im 18. Jahrhundert ein Brauneisenerz-Vorkommen erschlossen, das ab 1770 die bedeutendste Eisenhütte des Fürsterzbistum Salzburg wurde, und aus dem sich die Konkordiahütte (heute Eisenwerk Sulzau-Werfen) und der Ort Tenneck entwickelte. Der Ortsname dürfte sich mit Schaffung der Steuergemeinden (Vorläufer der Katastralgemeinden) über den ganzen Raum ausgedehnt haben, vor der Einführung des Ortsnamens Tenneck (1939) war Landl mit der Kapelle der Hauptort der Ortslage. Zu Sulzau gehörten damit das – zu der Zeit schon weitgehend erschöpfte – Bergbaurevier und das kaiserliche Jagdgut Blühnbach.
Dort, wo der heutige Ort Sulzau verortet ist, hieß es noch im 19. Jahrhundert Brugg, dort befand sich von alters her ein Steg über die Salzach, auf dem die Pass-Lueg-Straße die Talseite wechselte.

## Naturschutz und Sehenswürdigkeiten
Das ganze Berggebiet gehört zum Europa- und Naturschutzgebiet Kalkhochalpen, das ganze Blühnbachtal ist Landschaftsschutzgebiet (Göll, Hagen-, Hochköniggebirge, Steinernes Meer). Hier finden sich auch mehrere bedeutende Höhlen, die Tantalhöhle über dem Blühnbachtal, oder die Eisgrabenhöhle und der Scheukofen über Sulzau, und zahlreiche weitere auf dem Hochplateau des Hagengebirgs.